# Wilhelm Berger (Architekt)
Friedrich Wilhelm Berger (* 25. Februar 1790 in Stettin; † 13. Juli 1858 in Berlin) war ein deutscher Architekt und Baubeamter, der in Berlin wirkte.

## Leben
Berger wurde geboren als Sohn des Kaufmanns Georg Friedrich Berger († 1813) und dessen Ehefrau Susanne geb. Jeanson (1750–1829). Seine Schwester Susanne (1782–1861), bei der er längere Zeit in Berlin lebte, war verheiratet mit Karl Friedrich Schinkel. Seine Berufswahl erfolgte unter dem Einfluss seines Schwagers und er studierte an der Bauakademie in Berlin. 1813 diente er als Kriegsfreiwilliger. Zwischen 1815 und 1819 arbeitete er als Kondukteur bei Schinkel. Vermutlich machte er 1819 seine Baumeisterprüfung und wurde Bauinspektor bei der Ministerial-Baukommission. Als Begleiter Schinkels machte er 1821 eine Reise nach Pommern. Um 1836 wurde er Mitglied der Oberbaudeputation, im Januar 1843 Regierungs- und Baurat in der Ministerial-Baukommission und nach 1853 Geheimer Regierungs- und Baurat.

## Bauten

### Beteiligung an Schinkel-Bauten
- 1818–1821 Schauspielhaus
- 1820–1826 Wiederherstellung des Palais Hardenberg am Dönhoffplatz
- 1821 Friedrichswerdersche Kirche
- 1830–1835 Elisabethkirche (Bauleitung)
- 1832–1835 Nazareth-, Paulus- und Johanniskirche (Bauleitung)

### Weitere Bauten
- 1822/23 Staatsschuldenverwaltung in der Markgrafenstraße
- 1824 Grabhäuschen im Garten des Palais Redern
- 1841/42 Wiederherstellung der Luisenstädtischen Kirche (Entwurf von F. W. Langerhans)
- 1845 Turmneubau der Luisenstädtischen Kirche (zusammen mit Johann Heinrich Strack)
- 1842–1845 Wiederherstellung der Franziskaner-Klosterkirche in Berlin